# Agabus oblongulus
Agabus oblongulus är en skalbaggsart som beskrevs av Henry Clinton Fall 1922. Agabus oblongulus ingår i släktet Agabus och familjen dykare. Inga underarter finns listade i Catalogue of Life.